# Opopaea deserticola
Espèce
Synonymes
- Gamasomorpha rufa Banks, 1898
- Opopaea euphorbicola Strand, 1909
- Opopaea darlingtoni Bryant, 1940
- Opopaea timida Chickering, 1951
- Opopaea brasima Chickering, 1969

Opopaea deserticola est une espèce d'araignées aranéomorphes de la famille des Oonopidae.

## Distribution
Cette espèce est originaire d'Asie du Sud-Est.
Elle a été introduite des États-Unis au Panama, aux Antilles, au Venezuela, au Brésil, sur l'île de l'Ascension, au Cap-Vert, aux îles Canaries, en Asie de l'Ouest, au Japon et dans les îles de l'océan Pacifique.

## Description
Le mâle syntype mesure 2,5 mm et la femelle syntype 2,7 mm.

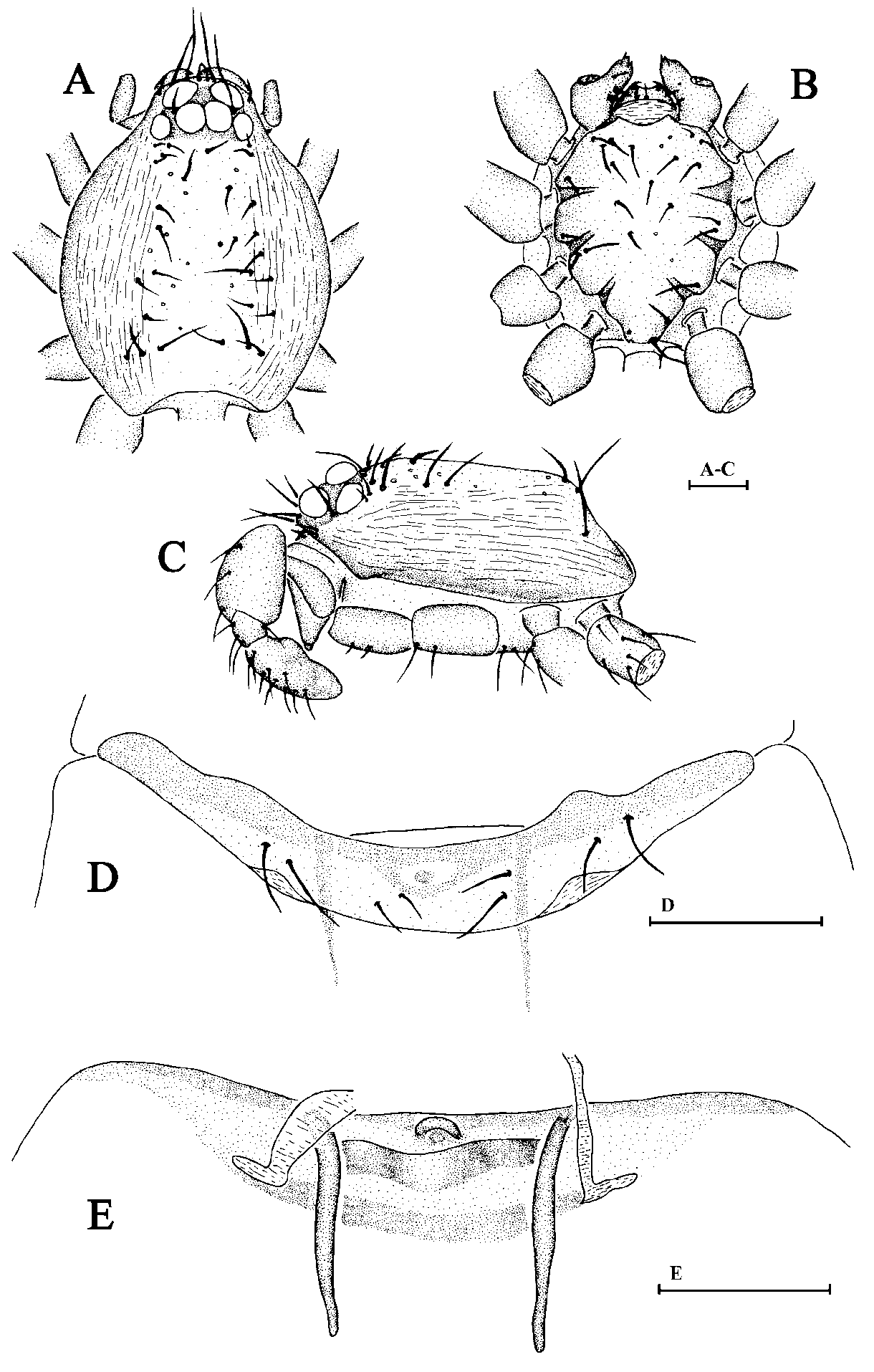

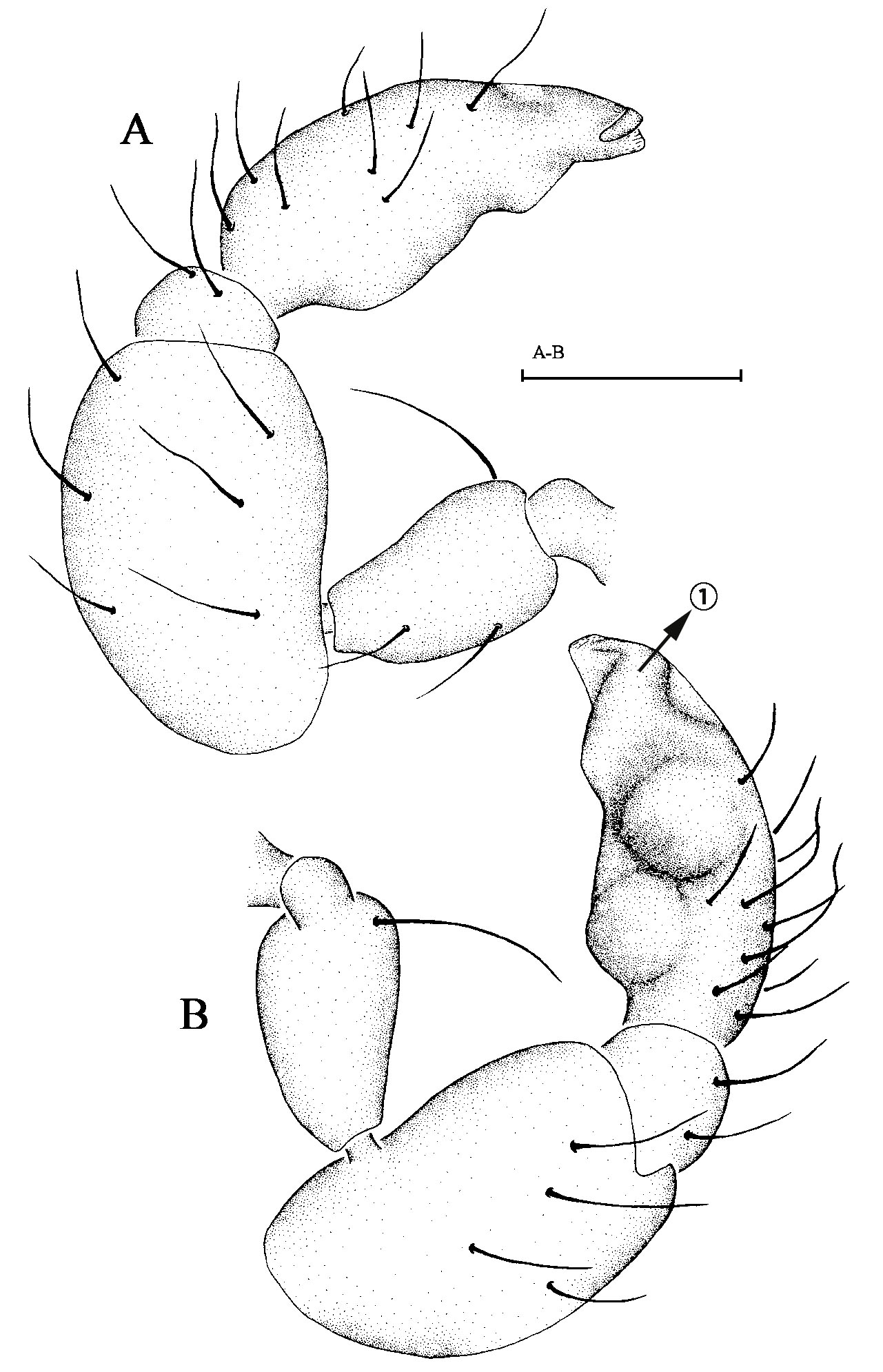

Le mâle décrit par Tang, Liang, Shi, Gao, Li et Zheng en 2021 mesure 1,45 mm et les femelles de 1,65 à 1,70 mm.

## Systématique et taxinomie
Cette espèce a été décrite par Simon en 1892.
Opopaea darlingtoni et Opopaea brasima ont été placées en synonymie par Dumitrescu et Georgescu en 1983.
Opopaea timida a été placée en synonymie par Platnick et Dupérré en 2009.
Gamasomorpha rufa a été placée en synonymie par Brescovit, Bonaldo, Ott et Chavari en 2019.
Opopaea euphorbicola a été placée en synonymie par Sherwood, Dunlop et Sharp en 2024.

## Publication originale
- Simon, 1892 : « On the spiders of the island of St. Vincent. Part 1. » Proceedings of the Zoological Society of London, vol. 1891, p. 549-575 (texte intégral).